# Fomperron
Fomperron ist eine französische Gemeinde im Département Deux-Sèvres in der Region Nouvelle-Aquitaine (vor 2016: Poitou-Charentes). Sie hat 388 Einwohner (Stand: 1. Januar 2022) und gehört zum Arrondissement Parthenay sowie zum Kanton La Gâtine.

## Geographie
Fomperron liegt etwa 21 Kilometer südsüdöstlich von Parthenay und rund 32 Kilometer nordöstlich von Niort im Gâtinais. An der nördlichen Gemeindegrenze verläuft das Flüsschen Trois Moulins.

### Nachbargemeinden
Umgeben wird Fomperron von den Nachbargemeinden Les Châteliers im Nordwesten und Norden, Ménigoute im Nordosten und Osten, Saint-Germier im Südosten, Soudan im Süden, Nanteuil im Südwesten sowie Exireuil im Westen.

## Bevölkerungsentwicklung
| Jahr      | 1962 | 1968 | 1975 | 1982 | 1990 | 1999 | 2006 | 2019 |
| Einwohner | 579  | 535  | 455  | 392  | 354  | 333  | 356  | 405  |

## Sehenswürdigkeiten
- Kirche Saint-Maximin aus dem Jahr 1693
- Ruine des Zisterzienserklosters Les Châtelliers, 1163 gegründet, 1791 aufgelöst, Anfang des 20. Jahrhunderts abgebrochen

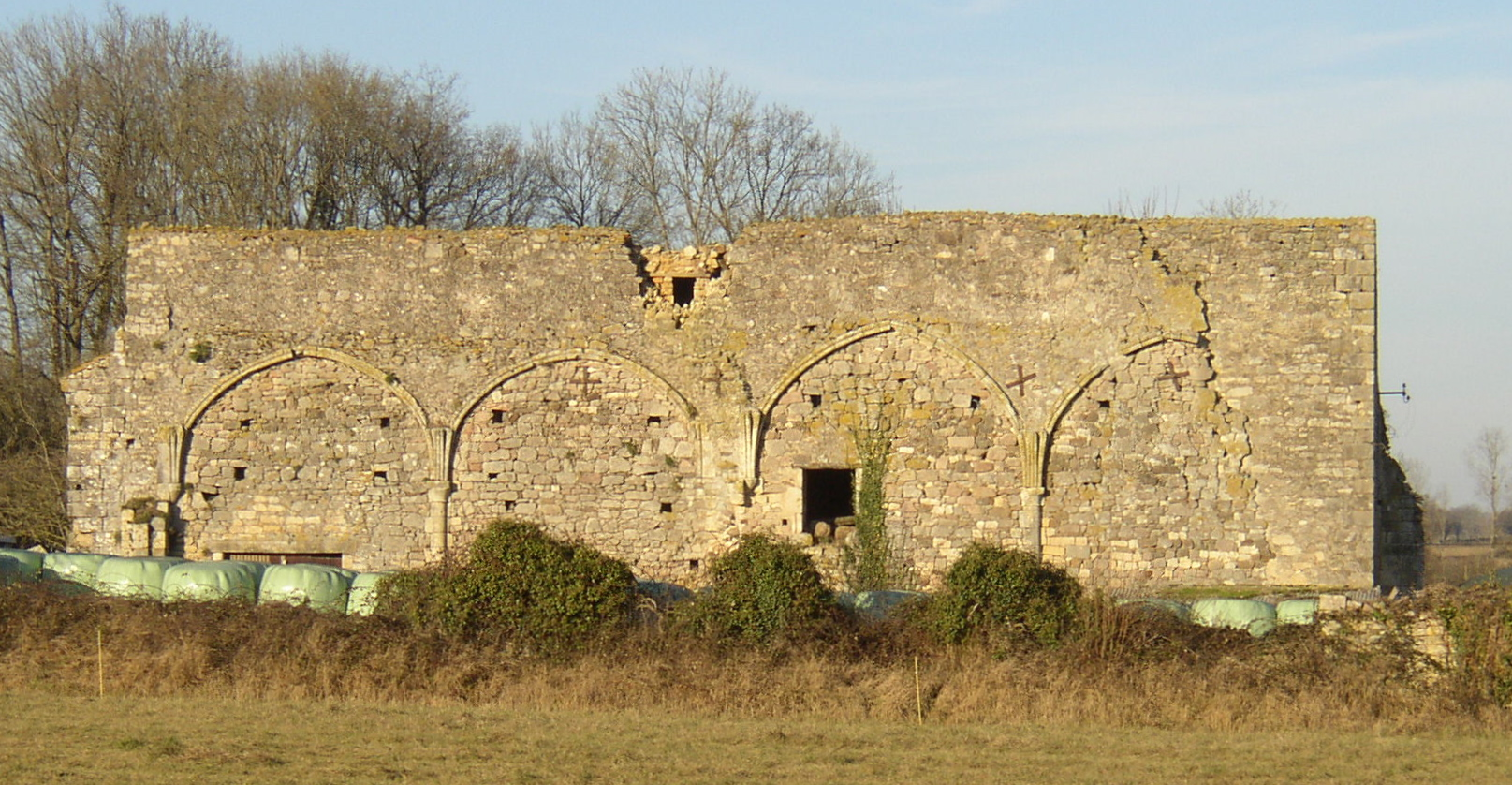
Klosterruine